# Cyril Tourneur
Cyril Tourneur (* um 1575; † 28. Februar 1626 in Kinsale, County Cork, Königreich Irland) war ein englischer Dramatiker.

## Leben
Über das Leben Tourneurs, dessen Nachname auch Turner und Turnour geschrieben wird, ist nur wenig bekannt. Er längere Zeit in den Diensten zweier politisch einflussreicher Familien des englischen Hochadels, der Veres und der Cecils. In den Niederlanden und vermutlich auch in Frankreich und Deutschland war er für sie als Sekretär und Kurier tätig. In einem seiner Gedichte bezeichnet er sich selbst als Soldat. 1617 wurde Tourneur aus unbekannten Gründen im Tower inhaftiert, jedoch nach einem Monat Haft auf Betreiben von Edward Cecil wieder entlassen. 1625 nahm er unter Cecil an einer Flottenexpedition gegen den spanischen Hafen Cádiz teil. Auf der Rückfahrt brach auf den Schiffen eine Epidemie aus und die Erkrankten, darunter Tourneur, wurden auf dem Flottenstützpunkt Kinsale an der irischen Küste an Land gesetzt. Dort starb er am 28. Februar 1626.

## Werk
Im Jahr 1600 verfasste er die politisch-klerikale Satire The Transformed Metamorphosis, die erst 1872 wiederentdeckt wurde. 1607 erschien anonym The Revenger’s Tragedy, als deren Autor Tourneur lange Zeit galt, von der heute jedoch angenommen wird, dass sie von Thomas Middleton verfasst wurde. 1611 erschien The Atheist’s Tragedy, das einzige erhaltene Drama, das mit Sicherheit Tourneur zugeordnet werden kann. Die 1612 unter Tourneurs Namen im Stationer’s Register verzeichnete "Tragikomödie" The Nobleman ist verschollen, ebenso wie das Stück The Bellman of London, als dessen Mitautor Tourneur genannt wird. Sowohl The Revenger’s Tragedy als auch The Atheist’s Tragedy sind Variationen der zu Tourneurs Zeit populären Rachetragödie. Stilistisch und atmosphärisch stehen sie den Bühnenwerken von John Marston und John Webster nahe.
Daneben verfasste Tourneur eine Reihe kürzerer Gedichte, darunter ein Funeral Poem zu Ehren von Sir Francis Vere, einem 1609 verstorbenen Heerführer im Achtzigjährigen Krieg. 1613 veröffentlichte er darüber hinaus eine Elegie auf Prinz Henry of Almain mit dem schlichten Titel Elegy.
Die Revenger's Tragedy gehört heute noch zum Repertoire: 1972 wurde es unter dem Titel Die Tragödie der Rächer in einer Übersetzung von H. C. Artmann unter der Regie von Claus Peymann am Deutschen Schauspielhaus aufgeführt. Die Rolle des Sordido wurde dabei von Dieter Ohlendiek gespielt. Michael Urie verkörperte beim Culture Project 2005 den Lussurio. Die Atheist's Tragedy wird seltener aufgeführt, erlebte jedoch u. a. 1994 eine erfolgreiche Inszenierung im Birmingham Repertory Theatre.

## Werkausgaben
- The Plays and Poems of Cyril Tourneur, ed. with crit. introd. and notes by John Churton Collins, in 2 Vol., London 1878, Reprint: Freeport 1972.
- The Works of Cyril Tourneur, ed. with introd. by Allardyce Nicoll, London 1929, Reprint: New York 1963.

## Übersetzungen ins Deutsche
- Cyril Tourneur: Die Tragödie des Atheisten, aus dem Englischen übersetzt und mit einem Nachwort von Andreas Fliedner, Edition Nachtgänge, Berlin 2013, ISBN 978-3-9814191-1-5.
- Cyril Tourneur: Tragödie der Rächer. Übers. a. d. Engl.: H. C. Artmann. Wien: Universal Edition, 1971.